# Agitprop

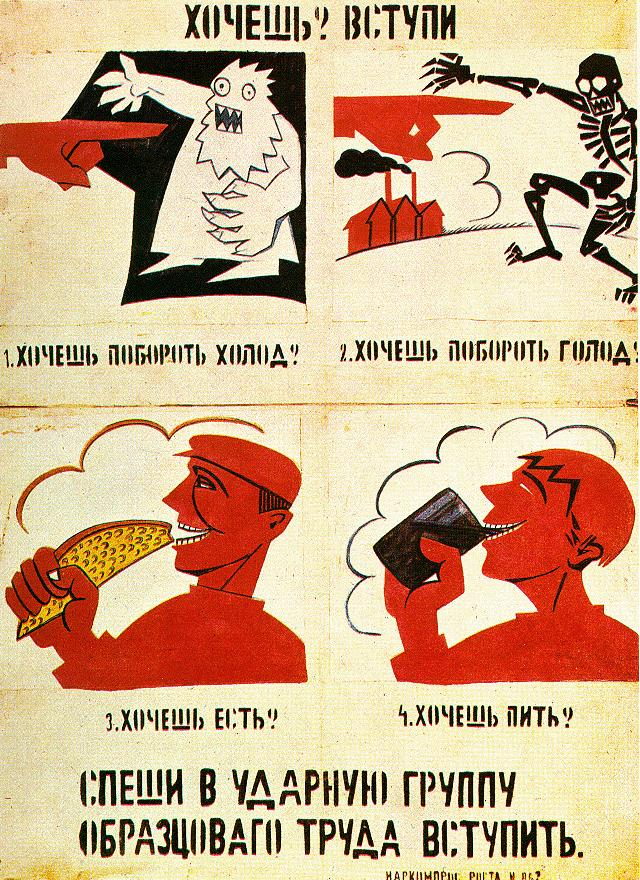
Agitprop-Plakat von Wladimir Wladimirowitsch Majakowski
Übersetzung: Willst Du? Tritt ein.
1. Willst du die Kälte bekämpfen?
2. Willst du den Hunger bekämpfen?
3. Willst du essen?
4. Willst du trinken?
Beeile dich, tritt ein in die Stoßbrigade [Udarnik] der Musterarbeiter.

Agitprop (teils auch Agiprop) ist ein Kofferwort aus den Wörtern Agitation und Propaganda und bezeichnet einen zentralen Begriff der kommunistischen politischen Werbung seit Lenin. Agitprop war zunächst die Kurzform von russisch отдел агитации и пропаганды (otdel agitazii i propagandy, Abteilung für Agitation und Propaganda, 1920 in Sowjetrussland auf allen Ebenen der bolschewistischen Partei etabliert). Agitprop stand später (und steht zum Teil noch) für die Gesamtheit der Vermittlung kommunistischer Politik leninistischer Ausprägung. Der Begriff ist für Leninisten positiv geprägt.
Im Weiteren wird der Begriff auch heute noch gern verwendet, um abwertend, distanzierend oder auch (umgangssprachlich) positive Werbeaktionen für eine Partei zu bezeichnen.

## Definition Plechanows
Georgi Plechanow, der Begründer der marxistischen Bewegung in Russland, hatte die beiden Begriffe noch wie folgt abgegrenzt: „Der Propagandist vermittelt viele Ideen an eine oder mehrere Personen, der Agitator aber vermittelt nur eine oder nur wenige Ideen, dafür aber vermittelt er sie einer ganzen Menge von Personen.“

## Definition Lenins
Lenin verteidigte Plechanows Thesen gegen einen Vertiefungsversuch Martynows, dieser definiert Agitation und Propaganda wie folgt:
„Unter Propaganda würden wir die revolutionäre Beleuchtung der gesamten gegenwärtigen Gesellschaftsordnung oder ihrer Teilerscheinungen verstehen, unabhängig davon, ob das in einer Form geschieht, die dem einzelnen oder der breiten Masse zugänglich ist. Unter Agitation im strengen Sinne des Wortes (sic!) würden wir verstehen: den Appell an die Massen zu bestimmten konkreten Aktionen, die Förderung der unmittelbaren revolutionären Einmischung des Proletariats in das öffentliche Leben.“
Auf diesen Ausspruch antwortend schreibt Lenin:
„[…] dass der Propagandist zum Beispiel bei der Behandlung der Frage der Arbeitslosigkeit die kapitalistische Natur der Krisen erklären, die Ursache ihrer Unvermeidlichkeit in der modernen Gesellschaft aufzeigen, die Notwendigkeit der Umwandlung dieser Gesellschaft in eine sozialistische darlegen muß usw. Mit einem Wort, er muß ‚viele Ideen‘ vermitteln, so viele, dass sich nur (verhältnismäßig) wenige Personen alle diese Ideen in ihrer Gesamtheit sofort zu eigen machen werden. Der Agitator hingegen, der über die gleiche Frage spricht, wird das allen seinen Hörern bekannteste und krasseste Beispiel herausgreifen – beispielsweise den Hungertod einer arbeitslosen Familie, die Zunahme der Bettelei usw. – und wird alle seine Bemühungen darauf richten, auf Grund dieser allen bekannten Tatsache der ‚Masse‘ eine Idee zu vermitteln: die Idee von der Sinnlosigkeit des Widerspruchs zwischen der Zunahme des Reichtums und der Zunahme des Elends, er wird bemüht sein, in der Masse Unzufriedenheit und Empörung über diese schreiende Ungerechtigkeit zu wecken, während er die restlose Erklärung des Ursprungs dieses Widerspruchs dem Propagandisten überlassen wird. Der Propagandist wirkt darum hauptsächlich durch das gedruckte, der Agitator durch das gesprochene Wort. Vom Propagandisten werden nicht die gleichen Eigenschaften verlangt wie vom Agitator. Kautsky und Lafargue werden wir zum Beispiel als Propagandisten bezeichnen, Bebel und Guesde als Agitatoren. Ein drittes Gebiet oder eine dritte Funktion der praktischen Tätigkeit schaffen zu wollen, nämlich ‚den Appell an die Massen zu bestimmten konkreten Aktionen‘, ist der größte Unsinn, denn der ‚Appell‘ als einzelner Akt ist entweder die natürliche und unumgängliche Ergänzung sowohl des theoretischen Traktats und der propagandistischen Broschüre als auch der Agitationsrede, oder er stellt eine rein ausführende Funktion dar.“

## Agitprop in der Sowjetunion
Da das Wort Agitprop eine aus der Sowjetunion stammende Aktion ist, sind die Hintergründe zur Entstehung ein wichtiger Aspekt, um ihre Umsetzung und Entwicklung zu verstehen. Mit visuellen Mitteln griff man zu überzeugenden und motivierenden Motiven, um das neue Regime zu popularisieren und eine zusammenhaltende Nation zu gründen. Grafisch, malerisch als auch architektonisch wurden die Ideologien in Bildform umgesetzt und gewannen nach Ende des Zarismus an großer Beliebtheit.

### Frühe Propagandaplakate
Bis zum Jahr 1917 war in Russland der Zarismus die aktuelle Herrschaftsform; zu dieser Zeit regierte Zar Nikolaus II. Aufgrund des hierarchisch geregelten Sozialsystems kam es in Russland zu sozialer Ungleichheit, von der die Arbeitergesellschaft am stärksten betroffen war und unter großen wirtschaftlichen Problemen litt. Die Bolschewiki, die Fraktion der Russischen Sozialdemokratischen Arbeiterpartei, war einer der großen Kritiker des Systems, die es sich zum Ziel machte, Russland zu ändern. Gegen die zaristische Herrschaft und um ihre Kritik am Regime öffentlich zu machen, arbeitete die Partei illegal an Flugblättern und Plakaten, die im Untergrund oder Ausland entstanden. Wegen der Bedingungen der Illegalität erwies sich die Verbreitung der Plakate an bevölkerungsreichen Orten als sehr schwierig. Dennoch gelang es der RSDAP im Jahr 1901 das erste oppositionelle Plakat „Die Pyramide“ in Genf zu veröffentlichen und unter Arbeitern zu verteilen.
Als Reaktion auf die soziale Ungleichheit in Russland kam es im Jahr 1905 zum „Blutigen Sonntag“, die erste russische Revolution, in der die Arbeitergesellschaft ihre Unzufriedenheit in Form eines Aufstandes aussprach. Trotz der Hilferufe nach sozial-gesellschaftlicher Besserung, ignorierte Zar Nikolaus II. die Tatsache, dass Russland sich in einem Selbstzerstörungszustand befand, und das Volk wurde weiter unterdrückt. Mit dem immer stärker werdenden Drang nach einem Wandel kam es im Oktober 1917 in Russland zur prophezeiten Revolution, in der die Bolschewiki unter der Führung Lenins die Macht übernahm und Russland ab diesem Zeitpunkt regierte. Da die an der Macht stehende Partei Lenins popularisiert werden musste, wurden im Jahr 1917 erstmals Plakate für die Wahlkampagnen der Partei genutzt. Man erkannte das agitatorische Potenzial und die politischen Einsatzmöglichkeiten des Plakats und nutzte dieses Medium immer häufiger für die Vergegenständlichung von revolutionärem Wandel. Mit dem Zarismus fiel auch die Zensur in der Kunst weg, weshalb eine freie Plakatproduktion möglich war und sich gleichzeitig revolutionäre Künstler an der Plakatgestaltung sowie andere Freiwillige aufriefen, sie dabei zu unterstützen. Die ersten sowjetischen Plakate waren daher an erster Stelle politische Plakate, die mit den Traditionen der russischen Grafikkunst in Verbindung standen. Wegen des hohen Anteils an Analphabeten und Anderssprachigen in der russischen Bevölkerung, dominierten in den Plakaten bildhafte Darstellungen und wenig Text. Daher stützte man sich in der Plakatgestaltung auf traditionelle Motive und allegorische Personifikationen. Der Inhalt der politischen Plakate musste die Massen erreichen und in ihren Köpfen Veränderungen bewirken. Auf heroische und satirische Weise diente das Plakat als Instrument der Agitation und Propaganda und sollte die Ideologien der politischen Parteien an die Bevölkerung vermitteln. Mit diesem Auftrag erschienen vielfältige Poster, die sich bewusst im Inhalt wiederholten und das Thema der sozialistischen Revolution und der Ablösung der Autokratie bebilderten. Da das Plakat neben den politischen Zielen auch für wirtschaftliche und soziale Zwecke genutzt wurde, verkörperte man auf den Bildern auch unter anderem die Produktionsmechanisierung und die Gleichstellung der Frau. Man thematisierte die Aufklärung des Feindes, die revolutionäre Ideologie, die Notwendigkeit von Lese- und Schreibfähigkeit, das Interesse an Literatur und Bildung, die gesundheitliche Förderung und die neue Verantwortung der Frauenarbeiterinnen. Der Künstler D. Moor (1883–1946) war der Erfinder der sowjetisch politischen Postergestaltung und als Meister der politischen Satire entwarf er Illustrationen für Zeitungen und Satiremagazinen und gehörte daher zu den bedeutendsten Grafikkünstlern.

### Vertreter der Propagandaplakate
Mithilfe der russischen Telegrafenagentur ROSTA wurden die plakativen Propagandaaktionen realisiert und verhalfen den Bolschewiki zu großer Popularität. Die ROSTA war zuständig für die Verbreitung von aktuellen Nachrichten und gestaltete gemeinsam mit Künstlern die Plakate, um die Informationen visuell wiederzugeben. Der Künstler Michail Tscheremnych (1890–1962) entwarf 1919 in Zusammenarbeit mit dem Journalisten N. K. Ivanov das Konzept der sogenannten ROSTA-Fenster, das die Abteilung der Plakatgestaltung in der Telegrafenagentur bezeichnete und von Künstlern, Journalisten und anderen intellektuellen Gestaltern geleitet wurde. Sobald aktuelle Meldungen und Nachrichten in der Telegrafenagentur eintrafen, wurden sie von den ROSTA-Fenstern mit Texten und Bildern auf Plakaten visualisiert, schablonisiert und anschließend im öffentlichen Raum aufgehängt. Die Plakate kommentierten mit Bildern und kurzen Texten gegenwärtige Themen der Politik und der Gesellschaft Russlands, oft in indirekter und allegorischer Form. Die Plakatproduktion variierte in den Städten Russlands und bedurfte unterschiedlicher Produktionstechniken. Da die Druckmaschinen aufgrund der Kriege zum großen Teil zerstört worden waren, nutzte die ROSTA in Moskau Schablonen zur Vervielfältigung der Plakate. Aufgrund der Schablonentechnik waren die Plakate abstrahiert dargestellt und bestanden aus einfachen Formen und Motiven, oft auch aus bunten Farben. Die Poster wurden in Ladenfenstern, Kioskläden, Zugstationen, Marktplätzen und anderen öffentlichen Plätzen aufgehängt. Der Dichter und Künstler Wladimir Majakowski (1893–1930) galt als dominante Figur in der Text- und Bildgestaltung der ROSTA-Fenster, da er zu den ersten Künstlern gehörte, die die Kunst der monumentalen Propaganda prägten und neue Motive in Plakatbildern entwickelte.

### Weitere Formen der Propagandakunst
Im Jahr 1918 forderte Lenin eine monumentale Propaganda zur Agitation und Aufklärung der Massen. Deshalb gab es neben den plakativen Mitteln noch die Agitationsmalerei und die Agitationsarchitektur als weitere Formen der Propaganda. Da die Plakate auf den Fahrzeugen wegen der Witterungsbedingungen keine langfristigen Propagandamöglichkeiten versprachen, erzielte man mit den mobilen Transportmitteln, darunter Züge, Dampfschiffe und Straßenbahnen, eine Massenagitation, die die Bevölkerung in den wichtigsten Zentren der Sowjetunion (Moskau, Petrograd, Kiew) und vor allem außerhalb der Großstädte erreichte. Das Ziel war eine Massenkommunikation, die mithilfe der Umsetzung durch Künstler und Architekten die Bevölkerung inspirieren und politisch bilden sollte. Auch die Architektur war Teil der von Lenin festgelegten monumentalen Propaganda, da sie ein wirkungsvolles Mittel zur Änderung der gewohnten städtischen Umgebung und zur Erneuerung der Lebensform gewährleistete. Zusätzlich wurden agitatorisch dekorierte Jahrmärkte, Volkstheater und Feste veranstaltet, die der Freude der Revolution gewidmet und für das politische wie auch künstlerische Leben von großer Bedeutung waren. Es wurden Architekturaufbauten provisorischer Art zu großen Mengen und aus günstigem Material hergestellt, die freistehend oder auf Umzugswägen in dreidimensionalen architektonischen Kulissen während Straßenumzügen präsentiert wurden.

### Auswirkungen auf Street Art
Die sowjetische Propagandakunst hatte große Auswirkungen auf die Street Art, da ihre Funktion und Umsetzung stark genutzt wurde. Die Verbreitung von Mitteilungen durch Zugbemalungen, das Anbringen von Schablonenmalerei und Bekleben von Postern an öffentlichen Plätzen ist heute immer noch ein aktueller Ausdruck der Street Art. Starke Bezüge zur sowjetischen Propaganda lassen sich vor allem in den Werken von Shepard Fairey erkennen. Fairey ist ein Street-Art-Künstler, der mit seinem Obey-Experiment 1989 eine weltweit große Propagandakampagne auslöste. Er verteilte im öffentlichen Raum Sticker-, Poster- und Schablonenbilder von Profiwrestlerikone André the Giant, um in Erfahrung zu bringen, wie ein bedeutungsloses Motiv weltweit bekannt gemacht werden kann. Die Macht und Verbreitung des Logos im öffentlichen Raum bestätigte Fairey, dass die Straße für Propaganda eine große Bedeutung hat und nutzte sie daher auch in weiteren Projekten. Als Befürworter des Kommunismus bezieht er sich in seinen Werken auf Führer wie Lenin und kopiert kommunistische Symbole. Er beschränkt sich bei seinen Porträts auf die schwarz-weiß-rote Farbgebung, die typisch für den propagandistischen Charakter ist und vermeidet, dass der Betrachter durch bunte Farben vom Thema des Bildes abgelenkt wird, da es ihm an erster Stelle um den Inhalt und die Wirkung geht. Fairey hat sich von der sowjetischen Propaganda stark inspirieren lassen und übernimmt stilistische Besonderheiten wie reduzierte Farbgebung, klare Formen, Typographie, Bildaufteilung und heroische Darstellungen von Personen. Die sowjetischen Farben, allegorischen Symbole, politischen Themen, der nostalgische Charakter und vor allem das propagandistische Potenzial der Straßen beweisen die Auswirkungen der sowjetischen Propagandakunst auf die Street Art von Shepard Fairey.

## Agitprop in der Weimarer Republik
In der Anfangszeit der Weimarer Republik hielt die Kommunistische Partei Deutschlands (KPD) wenig von Kunst und Kultur, sondern bezeichnete dies als bürgerlichen „Klimbim“, der nur vom Klassenkampf ablenken würde. Kunst zweckfrei um ihrer selbst willen zu betreiben, l’art pour l’art, war verpönt. Als die politische Lage sich 1923 stabilisierte, entdeckte auch die KPD nach sowjetischem Vorbild den langfristigen Wert kultureller Arbeit. So beauftragte man 1925, anlässlich des 10. Parteitags, Erwin Piscator mit der Inszenierung der Revue „Trotz alledem“. Piscator, der mit dem „Proletarischen Theater“, einer Agitprop-Truppe, jahrelang durch Kneipen und Kulturhäuser gezogen war, proklamierte eine kompromisslose Indienstnahme der Kunst zum Zwecke des Klassenkampfs. Ähnlich äußerte sich Friedrich Wolf 1928 in seiner Rede „Kunst ist Waffe“ vor dem Arbeiter-Theaterbund Deutschlands, die sofort anschließend auch als Broschüre veröffentlicht wurde.
Zeitweise ging der KPD-Führung dies allerdings zu weit; Kunst, so hieß es, sei „eine viel zu heilige Sache, als dass sie ihren Namen für Propagandamachwerk hergeben dürfe“. Interessant ist, dass hier zum Teil auf bürgerliche Wertmaßstäbe zurückgegriffen wurde.
Mit der Arbeiterkorrespondenzbewegung wurden Arbeiter an die Literaturproduktion herangeführt und im Bund proletarisch-revolutionärer Schriftsteller entstanden Romane von Arbeitern. Sprechchöre und Revuen verbreiteten auf unterhaltsame Weise ihre politischen Ideen.
Wichtig für die kommunistische Propaganda waren auch die Agitproptruppen, das waren Gruppen von Laienschauspielern, die mit Theaterstücken, Liedern und Sketchen in Wahlkämpfen oder während Streiks versuchten, Anhänger zu werben. Viele dieser Truppen waren aus der Volksbühnenbewegung hervorgegangen. Organisatorisch waren die meisten mit dem Arbeiter-Theaterbund Deutschland und dem Internationalen Revolutionären Theaterbund in Moskau verbunden. Hauptziel der Agitprop-Truppen war die Verbreitung ihrer Ideen, deshalb fühlten sie sich von der Kritik, ihre Aufführungen seien plakativ und die Charaktere, die sie darstellen, eher platt, nicht getroffen.
Spätestens seit 1932 hatten die Agitproptruppen ständig mit Aufführungsverboten zu kämpfen.
Bis heute erhalten haben sich noch einige Auftrittslieder dieser Agitproptruppen, besonders der Rote Wedding der gleichnamigen Truppe, allerdings ist in der heute verbreiteten Textvariante jede Anspielung auf eine Theateraufführung getilgt. Andere wichtige Agitproptruppen waren die Roten Raketen und in Stuttgart der von Friedrich Wolf gegründete Spieltrupp Südwest.

## Agitprop in der DDR
Nach dem Volksaufstand vom 17. Juni 1953 war die 1955 errichtete Abteilung „Agitation und Propaganda“ des Ministeriums für Staatssicherheit (MfS) mitverantwortlich für die dafür eingeführte propagandistische Sprachregelung vom „faschistischen Putsch“. Die Sozialistische Einheitspartei Deutschlands (SED) bediente sich in der DDR der intensiven politischen Werbung. Auf den unterschiedlichen Führungsebenen der SED und der Freien Deutschen Jugend (FDJ) gab es Funktionäre für Agitation und Propaganda, kurz AgitProp. Viele bekannte SED-Funktionäre und DDR-Regierungsmitglieder waren in diesem Verantwortungsbereich tätig. Massenorganisationen wie Junge Pioniere, FDJ, FDGB und andere waren integraler Bestandteil des staatlichen Propagandaapparates.
Medialer Höhepunkt der DDR-Propaganda war die Fernsehsendung Der schwarze Kanal. Propagandamethoden waren ein fester Ausbildungsbestandteil für Kader, so z. B. in der Fakultät für Journalistik in Leipzig, einem Ausbildungsinstitut des Zentralkomitees der SED.